# Euphrasia secundiflora
Euphrasia secundiflora är en snyltrotsväxtart som beskrevs av Francis Whittier Pennell. Euphrasia secundiflora ingår i släktet ögontröster, och familjen snyltrotsväxter. Inga underarter finns listade i Catalogue of Life.